# Chateau Meiland
Chateau Meiland is een Nederlandse realityserie, over het dagelijkse leven van de familie Meiland (de Meilandjes), die in Nederland uitgezonden wordt door SBS6 en in België eerst door VIJF en later door Play5. In 2019 won het programma de Gouden Televizier-Ring.
In december 2019 werd het programma uitgezonden onder de naam Kerst op Chateau Meiland, vanaf december 2020 verscheen de kerstspecial jaarlijks onder de naam Kerst met de familie Meiland.

## Verhaal

### Seizoen 1
In het eerste seizoen wordt het gezin Meiland bestaande uit vader Martien, moeder Erica, dochter Maxime, kleindochter Claire en huisvriendin Caroline gevolgd. Ze hebben samen het Château de la Côte in het Franse dorp Beynac gekocht en gaan dit ombouwen tot een bed & breakfast. De familie wordt op de voet gevolgd tijdens de verbouwing en alles wat er bij komt kijken. Montana, de andere dochter van familie Meiland, is niet mee verhuisd naar Frankrijk, maar komt regelmatig over om de familie bij te staan.
Naast de verbouwing wordt de familie gevolgd als ze uitjes in de omgeving testen om te kijken wat leuke activiteiten zijn voor mogelijke gasten. Tevens komt in beeld hoe de familie te maken krijgt met een rechtszaak wanneer de oud-bewoner van het chateau wil voorkomen dat de familie de naam Mariaux voor het chateau gaat gebruiken.

### Seizoen 2
In seizoen twee gaat het chateau definitief open voor gasten. Tevens gaat de familie verder aan de slag met het verbouwen van een aantal kamers in het chateau en willen ze een bijgebouw ombouwen tot een vakantiehuis waar gasten zelfstandig kunnen verblijven. Daarnaast gaan ze op zoek naar buitenactiviteiten voor de logees. Richting het einde van seizoen 2 kondigt huisvriendin Caroline aan dat ze het château verlaat en terugkeert naar Nederland omdat ze last heeft van haar heup en onder andere de werkdruk haar te veel wordt. Na het vertrek van Caroline moest de familie hard op zoek naar een nieuwe hulp in het château. Dit werd uiteindelijk schoonmaakster Nadège. Verder wordt dochter Maxime gevolgd terwijl zij pogingen doet om zwanger te worden via een spermadonor.

### Kerst op Chateau Meiland
Tijdens december 2019 verscheen de eerste kerstspecial onder de naam Kerst op Chateau Meiland. Tijdens de kerstspecial werd de familie gevolgd tijdens hun voorbereidingen op het kerstfeest, waarbij ze het gehele chateau in de kerstsfeer brengen om uiteindelijk een groot feest voor hun familie te organiseren. Ook stond tijdens deze special de doop van kleindochter Claire centraal.

### Seizoen 3
Het derde seizoen begint met een welverdiende vakantie op Tenerife. Ook schoonmaakster Nadège gaat mee naar de Spaanse zon. De familie heeft het zo naar zijn zin op Tenerife, dat er stiekem gedroomd wordt over een nieuw avontuur. Niet veel later heeft Maxime haar oog laten vallen op een groot woonboerderij in het Gelderse Hengelo. Ook Martien en Erica zijn enorm enthousiast. Ze besluiten dat ze na dit seizoen terugkeren naar Nederland. De familie gaat intussen wel gewoon door met de verbouwing. Het chateau moet verkocht worden, daarom wil de familie het voor die tijd zo mooi mogelijk maken. Tijdens dit seizoen krijgt de familie tevens te maken met een brand in het chateau, maar ook hoe een gast mogelijk besmet was geraakt met het coronavirus. In het seizoen krijgt de familie ook te maken met de financiële gevolgen van het coronavirus voor het chateau. Tevens maakte de familie bekend alle reserveringen voor het seizoen te annuleren in verband met de coronapandemie; de Franse coronamaatregelen en de krappe gangen op het chateau maken het onmogelijk om op een veilige manier gasten te ontvangen. Daarom is de familie vooral bezig om achterstallige klussen te klaren.

### Seizoen 4
Het vierde seizoen stond volledig in het teken van de terugkeer naar Nederland. Voordat de familie vertrekt zorgen ze eerst dat het chateau klaar is voor de verkoop door de laatste verbouwingen af te ronden, waar ze alle tijd voor hebben aangezien er dit seizoen geen gasten aanwezig zijn door de coronapandemie. Ook is te zien hoe de familie er alles aan doet om de kritische Nadège te helpen met het zoeken naar een nieuw huis, zonder succes. Doordat er geen gasten meer komen en er verder geen werk meer is werd huishoudster Nadège ontslagen. Vervolgens verhuist de familie naar hun nieuwe woonboerderij in Hengelo. De familie wordt gevolgd terwijl ze zich aarden in hun nieuwe woonplaats. Tevens staat de boekpresentatie en een signeersessie van Martien zijn biografie centraal.

### Kerst met de familie Meiland 2020
Tijdens december 2020 verscheen de tweede kerstspecial onder de naam Kerst met de familie Meiland. Tijdens de kerstspecial reizen Martien en Erica met dochters Maxime en Montana en kleindochter Claire af naar het westen van de gemeente Boden in Zweeds Lapland om daar met z'n vijven kerst te vieren. De familie wordt al gevolgd tijdens de voorbereidingen van de reis. Tijdens deze reis laat de familie onder andere een grote wens van Erica uitkomen: een huskysledetocht maken. Daarnaast ondervindt de familie het traditionele, authentieke leven in Lapland en bezoeken ze het beroemdste ijshotel ter wereld.

### Seizoen 5
In het vijfde seizoen krijgt de familie Meiland slecht nieuws over hun nieuwe woning; hun plannen komen namelijk niet overeen met het bestemmingsplan van de gemeente. Hierdoor mag de familie niet permanent in het kantoorpand en verbouwde gastenverblijf wonen. De familie besluit daarom wederom op zoek te gaan naar een nieuwe woning. De relatie tussen Maxime en haar nieuwe vriend Leroy gaat zo goed dat de twee gaan samenwonen in Noordwijk. Tijdens de verhuizing onthulde Maxime dat ze opnieuw zwanger is. Ook werd bekend dat de familie afscheid moest nemen van hun zieke hond Bommel.

### Seizoen 6
In het zesde seizoen wordt de verhuiswagen opnieuw uitgeladen in Noordwijk. In de badplaats hebben Martien en Erica een villa gekocht. Daaropvolgend besluit Martien de mode in te gaan. Samen met Erica en Maxime gaat hij daarvoor op korte zakentrip naar Italië. Ook is te zien hoe de hele familie op vakantie gaat naar Curaçao. Daar doen ze veel activiteiten en wordt de familie verrast door een bezoek van Martiens broer Jaap met zijn vrouw. Verder vierde Martien zijn zestigste verjaardag en was te zien hoe Maxime beviel van dochter Vivé.

### Kerst met de familie Meiland 2021
Tijdens december 2021 verscheen de derde kerstspecial, wederom onder de naam Kerst met de familie Meiland. Tijdens de kerstspecial reizen Martien en Erica samen met dochter Maxime en kleindochters Claire en Vivé af naar Frankrijk om hun kerst te vieren. Zo bezoeken ze onder andere de oudste kerstmarkt van Europa in de historische Franse plaats Straatsburg en gaan ze op wintersport in Val Thorens, waar ze worden vergezeld door Leroy, Montana en Dirk.

### Seizoen 7
In het zevende seizoen verhuist de familie alweer naar een nieuwe villa en weten ze hun andere villa en het chateau eindelijk te verkopen. De familie bezoekt voor de laatste keer het chateau in Frankrijk voor de overdracht, hier vond tevens een emotionele ontmoeting plaats met hun zieke oud-huishoudster Nadège. Verder staat het huwelijk van Maxime en haar vriend Leroy centraal en stond één aflevering in het teken van het overlijden en het afscheid van oma Jenny Renkema.

### Kerst met de familie Meiland 2022
Tijdens december 2022 verscheen de vierde kerstspecial wederom onder de naam Kerst met de familie Meiland. Hierin gaan Martien en Erica samen met hun familie een cruise maken over de Middellandse Zee. Daarnaast bezoeken ze onder andere de kerstmarkt in Barcelona.

### Seizoen 8

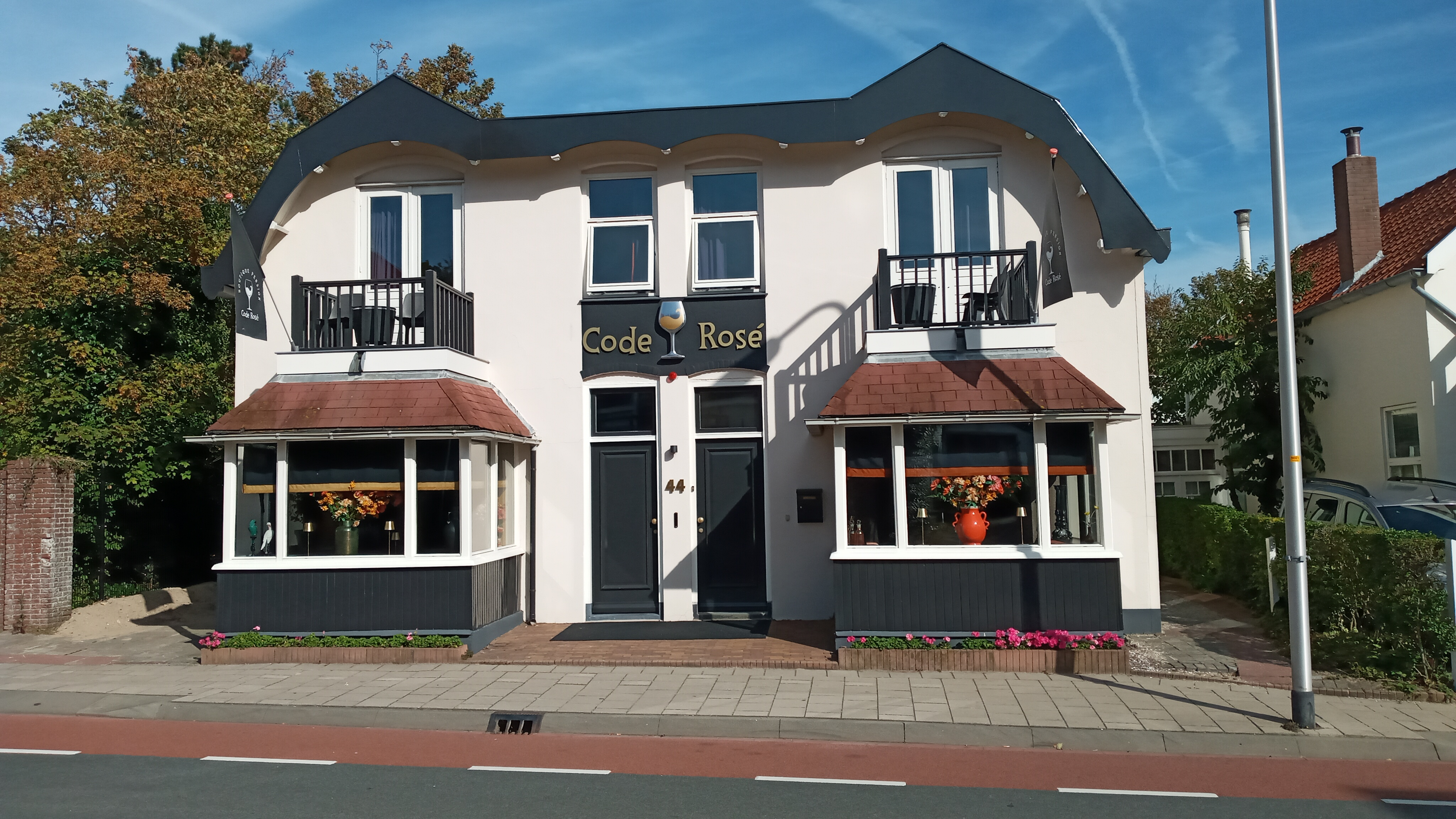
Code Rosé in 2023

In het achtste seizoen wordt er verder gewerkt aan de villa van Martien en Erica en staan ook de verhuizingen van dochter Maxime en haar man Leroy en van dochter Montana centraal. Daarnaast besluit de familie een oud pension in Noordwijk te kopen en deze eerst volledig te strippen en daarna weer opnieuw in te richten. Hiervoor gaat de familie Meiland eerst verschillende cursussen volgen zoals leren stucen en tegelen.

### Seizoen 9
In het negende seizoen is de familie klaar met de verbouwing van hun pension en volgt er een proef-opening voor hun familie. Net voor de officiële opening krijgt de familie echter een brief van de gemeente; in het bestemmingsplan moet er naast het pension ook iemand wonen en aangezien het bijhuis is gesloopt gaat dat niet en mogen er geen kamers verhuurd worden. Hierop besluit de familie dat Martien er tijdelijk intrekt tot de vergunning geregeld is. Hierna volgen de kijkers hoe de familie de eerste echte gasten in het pension ontvangt. Tevens liet de familie oud-huishoudster Nadège vanuit Frankrijk over komen om hun pension, woonplaats en toeristische attracties in Nederland te laten zien.

### Kerst met de familie Meiland 2023
Tijdens december 2023 verscheen de vijfde kerstspecial wederom onder de naam Kerst met de familie Meiland. Hierin reizen Martien en Erica samen met het gezin af naar Londen, waar ze hun kerstinkopen doen bij Harrods en toeristische attracties zoals de London Eye bezoeken. In the Cotswolds, de prachtige Engelse countryside, besluit de familie kleiduif te schieten.

### Kerst met de familie Meiland 2024
Ondanks dat de serie niet met de reguliere serie terugkeerde verscheen in december 2024 wel de zesde kerstspecial. In deze special reizen Martien en Erica samen met het gezin af naar IJsland. Daar gaan ze onder andere op avontuur door de sneeuw, bezoeken ze de gouden cirkel van IJsland en gaan ze kerst vieren op de IJslandse wijze.

## Rolverdeling
Legenda
 Hoofdrol
 Bijrol
| Personage               | Seizoen | Seizoen | Seizoen    | Seizoen | Seizoen | Seizoen    | Seizoen | Seizoen | Seizoen    | Seizoen | Seizoen    | Seizoen | Seizoen | Seizoen    | Seizoen    |
| Personage               | 1       | 2       | Kerst 2019 | 3       | 4       | Kerst 2020 | 5       | 6       | Kerst 2021 | 7       | Kerst 2022 | 8       | 9       | Kerst 2023 | Kerst 2024 |
| ----------------------- | ------- | ------- | ---------- | ------- | ------- | ---------- | ------- | ------- | ---------- | ------- | ---------- | ------- | ------- | ---------- | ---------- |
| Martien Meiland         |         |         |            |         |         |            |         |         |            |         |            |         |         |            |            |
| Erica Renkema           |         |         |            |         |         |            |         |         |            |         |            |         |         |            |            |
| Maxime Meiland          |         |         |            |         |         |            |         |         |            |         |            |         |         |            |            |
| Claire Meiland          |         |         |            |         |         |            |         |         |            |         |            |         |         |            |            |
| Caroline van Eeden      |         |         |            |         |         |            |         |         |            |         |            |         |         |            |            |
| Montana Meiland         |         |         |            |         |         |            |         |         |            |         |            |         |         |            |            |
| Vivé Molkenboer-Meiland |         |         |            |         |         |            |         |         |            |         |            |         |         |            |            |
| Dirk Hoogstraten        |         |         |            |         |         |            |         |         |            |         |            |         |         |            |            |
| Jean-Luc Martin         |         |         |            |         |         |            |         |         |            |         |            |         |         |            |            |
| Jaap Meiland            |         |         |            |         |         |            |         |         |            |         |            |         |         |            |            |
| Evelien Meiland         |         |         |            |         |         |            |         |         |            |         |            |         |         |            |            |
| Jenny Renkema           |         |         |            |         |         |            |         |         |            |         |            |         |         |            |            |
| Nadège Coffinet         |         |         |            |         |         |            |         |         |            |         |            |         |         |            |            |
| Leroy Molkenboer        |         |         |            |         |         |            |         |         |            |         |            |         |         |            |            |

## Seizoensoverzicht
Hieronder een seizoensoverzicht wat gerelateerd is aan de programmering in Nederland.
| Seizoen           | Uitzendtijden                           | Aantal afleveringen | Start seizoen    | Start seizoen | Einde seizoen    | Einde seizoen | Gemiddelde kijkcijfers |
| Seizoen           | Uitzendtijden                           | Aantal afleveringen | Datum            | Kijkcijfers   | Datum            | Kijkcijfers   | Gemiddelde kijkcijfers |
| ----------------- | --------------------------------------- | ------------------- | ---------------- | ------------- | ---------------- | ------------- | ---------------------- |
| 1                 | Maandag 20:30 – 21:30 uur               | 9                   | 20 mei 2019      | 528.000       | 15 juli 2019     | 794.000       | 685.444                |
| 2                 | Maandag 20:30 – 21:30 uur               | 10                  | 26 augustus 2019 | 970.000       | 28 oktober 2019  | 1.443.000     | 1.238.100              |
| Kerstspecial 2019 | Maandag en dinsdag 20:30 – 21:30 uur    | 4                   | 16 december 2019 | 1.148.000     | 24 december 2019 | 954.000       | 1.063.750              |
| 3                 | Maandag 20:30 – 21:30 uur               | 12                  | 23 maart 2020    | 1.285.000     | 15 juni 2020     | 1.311.000     | 1.380.500              |
| 4                 | Maandag en donderdag 20:30 – 21:30 uur  | 21                  | 31 augustus 2020 | 1.265.000     | 19 november 2020 | 1.503.000     | 1.293.667              |
| Kerstspecial 2020 | Dinsdag t/m donderdag 20:30 – 21:30 uur | 3                   | 22 december 2020 | 1.191.000     | 24 december 2020 | 1.019.000     | 1.130.667              |
| 5                 | Maandag en donderdag 20:30 – 21:30 uur  | 18                  | 1 maart 2021     | 1.675.000     | 3 mei 2021       | 1.283.000     | 1.499.500              |
| 6                 | Maandag en donderdag 20:30 – 21:30 uur  | 19                  | 30 augustus 2021 | 1.169.000     | 4 november 2021  | 1.039.000     | 1.042.053              |
| Kerstspecial 2021 | Vrijdag 20:30 – 22:30 uur               | 1                   | 24 december 2021 | 783.000       | n.v.t.           | n.v.t.        | 783.000                |
| 7                 | Maandag 20:30 – 21:30 uur               | 14                  | 28 augustus 2022 | 887.000       | 28 november 2022 | 1.119.000     | 967.429                |
| Kerstspecial 2022 | Zaterdag 20:30 – 22:30 uur              | 1                   | 24 december 2022 | 627.000       | n.v.t.           | n.v.t.        | 627.000                |
| 8                 | Maandag 20:30 – 21:30 uur               | 19                  | 27 februari 2023 | 890.000       | 3 juli 2023      | 780.000       | 816.632                |
| 9                 | Maandag 20:30 – 21:30 uur               | 13                  | 28 augustus 2023 | 1.422.000     | 20 november 2023 | 1.632.000     | 1.570.923              |
| Kerstspecial 2023 | Zondag 20:00 – 21:55 uur                | 1                   | 24 december 2023 | 1.194.000     | n.v.t.           | n.v.t.        | 1.194.000              |
| Kerstspecial 2024 | Dinsdag 20:30 – 22:30 uur               | 1                   | 24 december 2024 | 1.177.000     | n.v.t.           | n.v.t.        | 1.177.000              |

## Achtergrond

### Ontstaan
Martien Meiland was in 2007 samen met zijn gezin te zien in het TROS-programma Ik vertrek waar ze samen een bed & breakfast in een kasteel in Frankrijk begonnen. Het kasteel was een succes maar nadat de familie na twee jaar heimwee kreeg verkochten ze het kasteel en keerde terug naar Nederland. Deze uitzending keerde in 2015 terug op televisie tijdens het speciale 10 jaar Ik vertrek-seizoen, waarin bekende Nederlanders terugblikken op de leukste afleveringen. Nadat de familie aangekondigd had nieuwe emigratieplannen te hebben kwamen zij in contact met Talpa Network die hen uiteindelijk op de voet ging volgen voor een reality-serie op SBS6. Het programma werd eerder ook aangeboden aan RTL, maar zij zagen er geen potentie in.

### Waardering
De eerste aflevering van het programma werd bekeken door 528.000 kijkers, wat voor een SBS6-programma destijds een relatief goede score was. De tweede aflevering werd door 436.000 kijkers gekeken en scoorde lager dan de eerste aflevering. Vanaf de derde aflevering groeide het aantal kijkers naarmate de afleveringen volgden. Zo werd de derde aflevering door 564.000 kijkers bekeken en groeide dit aantal bij aflevering vier door naar 769.000 kijkers. De afleveringen die volgden, hadden tussen de 600.000 en de 900.000 kijkers.
Het programma was voor SBS6-begrippen een succes. Daarom besloot de zender een aflevering aan het eerste seizoen toe te voegen. Nog voordat het eerste seizoen was afgelopen maakte de zender bekend dat ze begonnen waren met de productie van een tweede seizoen.  Tevens werd bekendgemaakt dat het programma verkocht was aan België, daar wordt het sinds 15 juli 2019 uitgezonden op televisiezender VIJF / Play5.
Het tweede seizoen van Chateau Meiland begon op 26 augustus 2019. Het tweede seizoen volgt het eerste seizoen al binnen anderhalve maand op. De eerste aflevering werd door ruim 970.000 mensen bekeken. De tweede aflevering wist op 2 september 2019 met 1.239.000 kijkers als eerste aflevering van de serie boven de miljoen kijkers te scoren.  Het tweede seizoen, dat oorspronkelijk uit acht afleveringen zou bestaan, werd uiteindelijk met twee afleveringen verlengd.
Wegens de hoge kijkcijfers van de eerste twee seizoenen en na het winnen van de Gouden Televizier-Ring werd door SBS6 besloten een speciaal kerstseizoen te maken bestaande uit vier afleveringen. Het programma werd tijdens deze periode uitgezonden onder de naam Kerst op Chateau Meiland en ging op 16 december 2019 van start. In tegenstelling van de eerdere seizoenen werd het programma niet één maar twee keer per week uitgezonden; op de maandag en op de dinsdag. De laatste aflevering bestond uit twee uur en werd uitgezonden op 24 december 2019.
In maart 2020 keerde het programma terug met een derde seizoen. Op maandag 4 mei 2020 was Chateau Meiland niet te zien in verband met de dodenherdenking, een week later ging het derde seizoen gewoon verder.
In augustus 2020 ging het vierde seizoen van start. Het vierde seizoen werd, in tegenstelling tot de eerdere seizoenen, twee keer per week uitgezonden in plaats van één keer per week; op de maandag en ditmaal ook op de donderdag. De eerste aflevering was goed voor 1.265.000 kijkers. Hoewel het programma twee keer per week zou komen kwam het een aantal keer voor dat de tweede aflevering in de week geschrapt werd of verplaatst naar een ander tijdstip in verband met het voetbal dat op die dag werd uitgezonden.
In december 2020 keerde het programma terug met een kerstspecial die werd uitgezonden onder de naam Kerst met de familie Meiland en werd voornamelijk opgenomen in Zweeds Lapland. Dit speciale kerstseizoen werd uitgezonden op 22, 23 en 24 december 2020; met op 24 december een dubbele aflevering.
In maart 2021 keert het programma terug voor het vijfde reguliere seizoen. Vanaf dit seizoen zou kleindochter Claire Meiland minder te zien zijn in de serie dan voorheen. Dit kwam doordat de Inspectie SZW van het Ministerie van Sociale Zaken en Werkgelegenheid na een onderzoek ingreep vanwege het verbod op kinderarbeid in Nederland. Een kind van drie jaar mag maar vijf keer per jaar op televisie te zien zijn en Claire was in meer afleveringen te zien. Na de uitspraak is Talpa in gesprek gegaan met de inspectie in de poging om een ontheffing te krijgen zodat Claire meer te zien kan zijn. Ondanks dat er niks bekend is gemaakt over een eventuele ontheffing was Claire alsnog in meer dan de vijf gangbare afleveringen te zien geweest. Op 22 maart 2021 verbrak de zesde aflevering van seizoen vijf het kijkcijferrecord van het programma met 1.764.000 kijkers.
De laatste reguliere aflevering van Chateau Meiland werd uitgezonden op 20 november 2023. Martien Meiland en Erica Renkema gaven in een interview met RTL Boulevard aan dat ze ouder worden en hun leven in vergelijking met vijf jaar geleden, tijdens de start van de serie, een stuk saaier is geworden om te volgen en ze geen dingen in hun dagelijks leven willen verzinnen. Hierdoor verscheen de familie in 2024 met de spin-off programma's Chateau Meiland VIPS en Chateau Meiland en Route. In 2025 werden deze series opgevolgd door Chateau Meiland La Dolce Vita. Ook bleef de familie de jaarlijkse kerstspecial maken.

## Prijzen

### Gouden Televizier-Ring
In september 2019 werd bekendgemaakt dat het programma tot de laatste drie genomineerde hoort bij het Gouden Televizier-Ring Gala 2019. Hiermee maakte Chateau Meiland en de andere twee genomineerde programma's, Expeditie Robinson en Beste Zangers, kans op de Gouden Televizier-Ring voor het beste televisieprogramma van dat jaar. Het programma wist uiteindelijk de Gouden Televizier-Ring te winnen met 55% van de totale stemmen.

### Zapplive Award
In 2020 won het programma de Zapplive Award voor het beste familieprogramma. Dit is een prijs die sinds 2016 door kinderen wordt uitgereikt tijdens het programma Zapplive. Hiermee onttroonde dit programma Wie is de Mol? dat de voorgaande vier jaar deze prijs won, maar in 2020 niet werd genomineerd.

## Spin-offs

### Wat goééééd! Het beste van Chateau Meiland
Op 30 december 2019 verscheen het eerste spin-off programma onder de naam Wat goééééd! Het beste van Chateau Meiland als eenmalige oudejaarsspecial. Hierin verschenen diverse bekende Nederlanders waaronder Patty Brard en Gerard Ekdom die terugblikten op de hoogtepunten van Chateau Meiland. De aflevering werd door 875.000 kijkers bekeken. Vier jaar later, op 27 november 2023, keerde de spin-off terug voor meerdere afleveringen. Ditmaal reageren Martien Meiland, Erica Renkema, Maxime Meiland en Montana Meiland zelf op de hoogtepunten uit de afgelopen seizoenen.

### Chateau Bijstand
In het programma Chateau Bijstand verhuizen Martien, Erica, Maxime, Claire en Vivé naar een huurwoning in Uithoorn om daar voor een maand op bijstandsniveau te gaan leven. De familie moet alle persoonlijke spullen zoals telefoons en portemonnees inleveren en mogen per gezinslid enkel een toilettas en één koffer met kleding meenemen, voor de rest begint de familie met niets. Verder zetten zij zich ook in voor het goede doel Stichting Babyspullen.

### Chateau Meiland VIPS
In het programma Chateau Meiland VIPS ontvangen Martien, Erica, Montana en Maxime iedere aflevering twee bekende Nederlanders die bij de familie in het pension komen overnachten. Tijdens hun verblijf maken de gasten tijdelijk deel uit van de familie en worden zij door hen geïnterviewd. Daarnaast worden de familie en de gasten iedere week verrast met een activiteit.

### Chateau Meiland en Route
In het programma Chateau Meiland en Route gaan Martien, Erica, Montana en Maxime samen met een camper op rondreis door Europa op zoek naar een nieuw vakantiehuis voor Martien. Tijdens de trip waarin ze verschillende campings aandoen, halen ze herinneringen op en doen ze tevens activiteiten. De spin-off ging op 26 augustus 2024 van start.

### Chateau Meiland La Dolce Vita
Het programma is een vervolg op Chateau Meiland en Route, waarin Martien, Erica, Montana en Maxime hun zoektocht naar een vakantiehuis van Martien doorzetten in Italië. Ditmaal vliegen ze regelmatig van Noordwijk heen en weer en gaan ze op pad met huurauto's in plaats van een camper. De spin-off ging op 17 maart 2025 van start.

### Biografieën
Jan Dijkgraaf schreef de volgende biografieën over de familie Meiland:
- 2020: Martien – van burgemeesterszoontje tot kasteelheer
- 2021: Erica – de motor achter de Meilandjes
- 2023: Maxime – misbruikt, ontspoord en nu... gelukkig!

## Trivia
- De uitspraken van Martien Meiland Wijnen, wijnen, wijnen en Mij niet bellen zijn in het Nederlands taalgebied gevleugelde uitspraken geworden.[77] Ze worden respectievelijk gebruikt voor het drinken van wijn[78] en om aan te geven niet bij bepaalde (theoretische) situaties of mensen betrokken te willen zijn.[79]
- Tijdens het programma werd door de oud-eigenaar van het château een rechtszaak aangespannen omdat hij niet wilde dat zijn achternaam, Mariaux, voor het chateau gebruikt zou worden. De familie verloor de rechtszaak en veranderde de naam in Marillaux, waarbij alleen de schrijfwijze verandert en de uitspraak van de naam gelijk blijft.[80]
- Door het succes van het programma maakte de familie in november 2019 bekend dat het château tot 2023 volgeboekt is.[81] Tevens deed de familie op de radio een oproep aan de mensen om niet zomaar te komen kijken, maar alleen bij het château langs te komen als je geboekt hebt.[82]
- In het persiflage-programma De TV Kantine stond een aflevering volledig in het teken van Chateau Meiland en zijn bewoners.[83]
- België kent sinds 6 september 2020 een eigen versie van het programma onder de naam Château Planckaert dat uitgezonden wordt door televisiezender Eén. Hierin wordt de Belgische familie Planckaert gevolgd, die net als de familie Meiland een kasteel in Frankrijk heeft gekocht.[84] Deze serie is in Nederland te zien op RTL 8.
- Sinds 2022 wordt ook bij Omroep MAX een soortgelijk programma  uitgezonden, Kasteelvrouwe Emmy, waarin nog twee Ik vertrek-deelnemers worden gevolgd, Emmy en Rutger, die eveneens een kasteel in Frankrijk hebben gekocht.